# Wafa Al-Udaini
Wafa Al-Udaini (Deir al-Balah, Gaza, 1985 - 30 de septiembre de 2024) fue una periodista, activista y educadora palestina. Fundadora del grupo mediático 16 de Octubre, dedicó su vida a documentar la vida en Gaza, formar a jóvenes periodistas y resaltar las historias no contadas de su comunidad.

## Biografía
Wafa Al-Udaini nació en Deir al-Balah, en el centro de la Franja de Gaza. En 2007, obtuvo su título en Lengua Inglesa en la Universidad Al-Aqsa, inicialmente con el propósito de convertirse en profesora y traductora. Sin embargo, tras observar la cobertura mediática de Palestina en medios internacionales, decidió dedicarse al periodismo.
En 2009, fundó el grupo mediático 16 de Octubre, enfocado en capacitar a jóvenes periodistas y activistas para que narraran sus historias en inglés. El grupo fue nombrado en referencia al día en que la Organización de las Naciones Unidas (ONU) comenzó a revisar un informe sobre crímenes de guerra en el conflicto de 2008-2009 en Gaza.
Wafa escribió para publicaciones internacionales como Middle East Monitor, The Guardian, New Internationalist y Palestine Chronicle. Durante su trayectoria, documentó eventos clave, incluyendo la Gran Marcha del Retorno (2018-2019), una protesta masiva que exigía el fin del bloqueo israelí y el derecho de retorno para los refugiados palestinos. Durante este movimiento, realizó entrevistas, documentó eventos y exploró el contexto histórico del movimiento. Un informe de la ONU sobre la Gran Marcha del Retorno señaló que francotiradores israelíes apuntaron intencionalmente contra mujeres, niños, periodistas, personas con discapacidad, personal médico y personas mayores, resultando en numerosas muertes y lesiones.
Al-Udaini también informó sobre las condiciones de vida en Gaza, incluyendo la crisis del agua, las limitaciones en la pesca debido al bloqueo y la destrucción de infraestructuras. Además, trabajó en la preservación de las tradiciones culturales palestinas, como la dabka y la referencia a los almendros en la vida local.

## Muerte
El 30 de septiembre de 2024, un ataque aéreo dirigido impactó su hogar en Deir al-Balah, causando su muerte, la de su esposo Munir Atiyeh Al-Udaini, su hija Balsam (5 años) y su hijo Tamim (7 meses). Sus otros dos hijos, Malek y Siraj, sobrevivieron al ataque con heridas.
Antes de su fallecimiento, Al-Udaini había recibido amenazas tras una entrevista en TalkTV en el Reino Unido, en la que abordó su trabajo periodístico. Estas amenazas incluyeron advertencias hacia ella y su familia.